# Manning (Alberta)
Pour les articles homonymes, voir Manning.
Manning est une ville (town) du comté de Northern Lights située dans la province canadienne d'Alberta.

## Démographie
En tant que localité désignée dans le recensement de 2011, Manning a une population de 1 164 habitants dans 461 de ses 501 logements, soit une variation de -22.0% avec la population de 2006. Avec une superficie de 3,423 2 km2, la ville possède une densité de population de 340,032 7 hab/km2 en 2011.
Concernant le recensement de 2006, Manning abritait 1 493 habitants dans 563 de ses 595 logements. Avec une superficie de 3,423 2 km2, la ville possédait une densité de population de 436,1 hab/km2 en 2006.
| 2001  | 2006  | 2011  | 2016  |
| ----- | ----- | ----- | ----- |
| 1 293 | 1 493 | 1 164 | 1 183 |